# Departamento de Sanagasta
Departamento de Sanagasta är en kommun i Argentina.   Den ligger i provinsen La Rioja, i den nordvästra delen av landet, 1 000 km nordväst om huvudstaden Buenos Aires.
Omgivningarna runt Departamento de Sanagasta är i huvudsak ett öppet busklandskap. Trakten runt Departamento de Sanagasta är nära nog obefolkad, med mindre än två invånare per kvadratkilometer.